# Miroslava Vašková
Miroslava Vašková (* 8. Juli 1986) ist eine tschechische Badmintonspielerin. 

## Karriere
Miroslava Vašková gewann von 2003 bis 2005 in Tschechien drei Juniorentitel. Von 2003 bis 2008 erkämpfte sie sich bei den nationalen Titelkämpfen der Erwachsenen vier Mal Bronze. 2009 gewann sie Silber im Doppel und Gold mit dem Team. Bei den Slovenia International 2010 wurde sie Dritte im Doppel.

## Sportliche Erfolge
| Saison | Veranstaltung                                   | Disziplin   | Platz | Name                                 |
| ------ | ----------------------------------------------- | ----------- | ----- | ------------------------------------ |
| 2003   | Tschechische Einzelmeisterschaften der Junioren | Damendoppel | 1     | Pavla Janošová / Miroslava Vašková   |
| 2004   | Tschechische Einzelmeisterschaften der Junioren | Damendoppel | 1     | Pavla Janošová / Miroslava Vašková   |
| 2005   | Tschechische Einzelmeisterschaften der Junioren | Damendoppel | 1     | Miroslava Vašková / Pavla Janošová   |
| 2009   | Tschechische Einzelmeisterschaften              | Damendoppel | 2     | Miroslava Vašková / Hana Procházková |
| 2009   | Tschechische Mannschaftsmeisterschaft           | Team        | 1     | Sokol Radotín Meteor OTEC Praha      |

## Referenzen
- Miroslava Vašková beim Badminton-Weltverband

| Personendaten    | Personendaten                   |
| ---------------- | ------------------------------- |
| NAME             | Vašková, Miroslava              |
| KURZBESCHREIBUNG | tschechische Badmintonspielerin |
| GEBURTSDATUM     | 8. Juli 1986                    |